# Elaphognathia gladia
Elaphognathia gladia är en kräftdjursart som beskrevs av Kensley, Schotte och Gary C.B. Poore 2009. Elaphognathia gladia ingår i släktet Elaphognathia och familjen Gnathiidae. Inga underarter finns listade i Catalogue of Life.